# Anomalia de mercado
Uma anomalia de mercado (ou ineficiência do mercado) é uma distorção de preços e/ou rendimentos num mercado financeiro, que parece contradizer a hipótese do mercado eficiente.
A anomalia de mercado geralmente se refere a:
- Fatores estruturais, tais como uma concorrência desleal, a falta de transparência do mercado, ações de entidades reguladoras, etc.
- Comportamentos enviesados de agentes económicos (ver economia comportamental)

Existem anomalias em relação aos fundamentos económicos do capital próprio, às normas técnicas de negociação e dos eventos do calendário econômico .
As anomalias podem ser fundamentais, técnicas, ou relacionadas com o calendário. As anomalias fundamentais incluem o efeito de valor e efeito capital reduzido (empresas com dividendos baixos e com capital reduzido têm melhores resultados que a média). As anomalias de calendário têm a ver com o retorno das ações de ano para ano ou de mês para mês, ao passo que as anomalias técnicas incluem o efeito do momento.
De notar que o conceito refere-se a uma anomalia "de" mercado, ou seja, no seu funcionamento, e não a uma anomalia "do" mercado, ou seja, na capacidade global dele funcionar.